# Hamlet (filme de 1913)
Hamlet é um filme mudo britânico de 1913, do gênero drama, dirigido por Hay Plumb e estrelado por Johnston Forbes-Robertson, Gertrude Elliot e Walter Ringham. É uma adaptação da peça Hamlet, de William Shakespeare feita pela Hepworth Company e com base na encenação da obra em 1913 no Teatro Drury Lane.

## Elenco
- Johnston Forbes-Robertson - Hamlet
- Gertrude Elliot - Ofélia
- Walter Ringham - Claudio
- Adeleine Bourne - Gertrudes
- J. H. Barnes - Polônio
- S.A. Cookson - Horácio
- Alex Scott-Gatty - Laertes
- Grendon Bentley - Fortinbras
- Montagu Rutherford - Padre
- J. H. Ryley - um coveiro
- Percy Rhodes - o fantasma
- Robert Atkins - Marcellus
- Eric Dilldo - Reynaldo
- Richard Andean - segundo jogador
- George Hayes - Osric
- S.T. Pearce - segundo coveiro

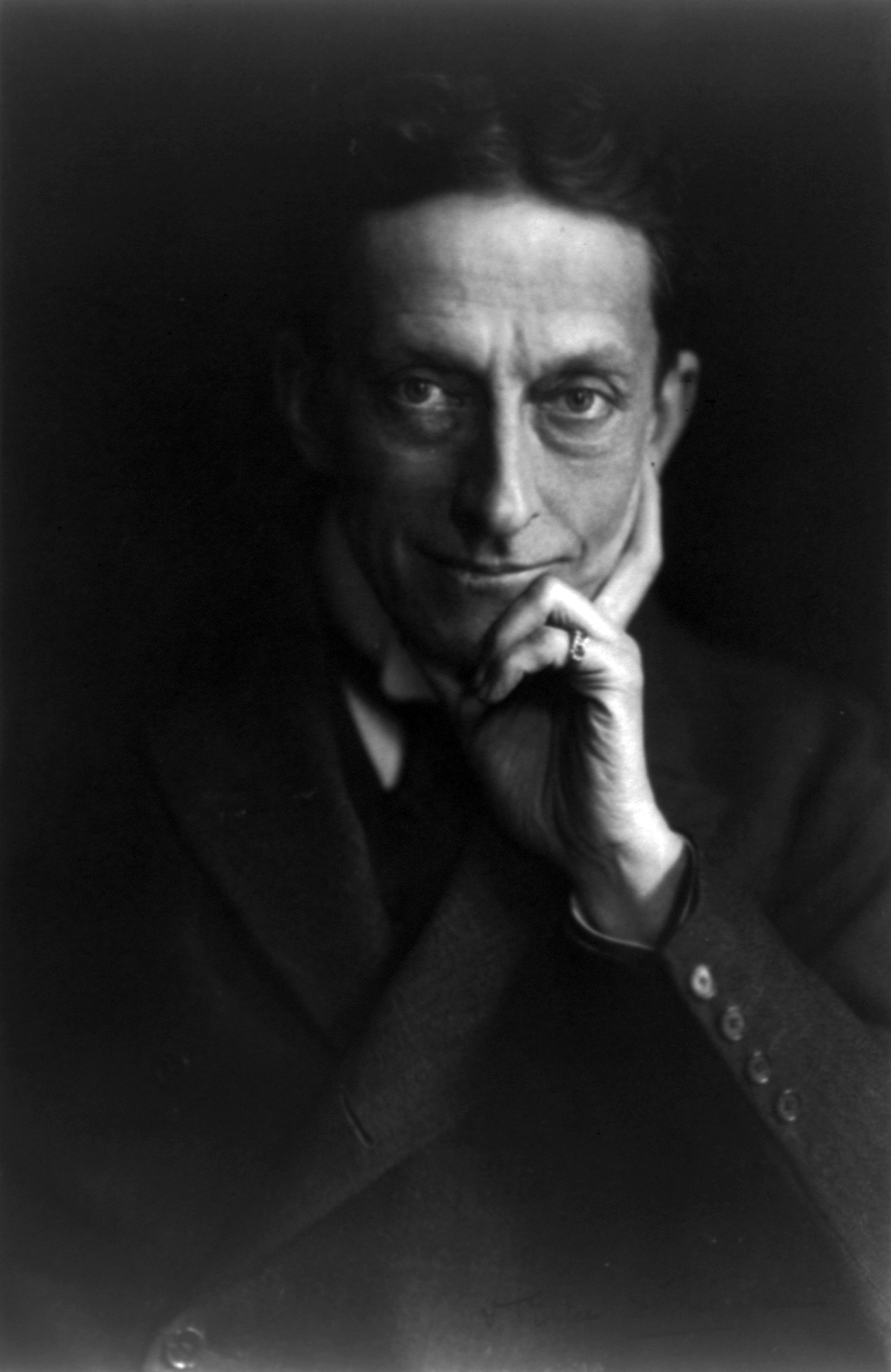
Johnston Forbes-Robertson

- Olive Richardson - Rainha do jogador
- Edward Alsworth Ross - Guildenstern